# Trygonoptera imitata
Trygonoptera imitata е вид акула от семейство Urolophidae. Видът е почти застрашен от изчезване.

## Разпространение
Разпространен е в Австралия (Виктория, Нов Южен Уелс и Южна Австралия).